# Digimon Tamers
Digimon Tamers (デジモンテイマーズ Dejimon Teimāzu?)
 (Digimon 3 en España, Digimon 03 en Hispanoamérica y Digimon Season 3 en Estados Unidos) es una serie de anime producida por Toei Animation. Esta es la tercera serie de la franquicia Digimon.
Se emitió entre el 1 de abril de 2001 y 31 de marzo de 2002, con 51 capítulos emitidos al aire y dos películas estrenadas en cine.
Al terminar esta serie, la franquicia continuó con Digimon Frontier (デジモンフロンティア).

## Sinopsis
Digimon Tamers toma lugar en una continuidad diferente a la de su predecesora, un mundo parecido al nuestro donde los Digimon son una franquicia de juguetes y una serie de TV... o eso es lo que las personas normales suponen. Un grupo de niños de 10 años (Matsuda Takato, Li Jianliang y Makino Ruki) se alía con sus propios Digimon para poder detener a los Digimon salvajes que intentan invadir el Mundo Humano y a una sombría organización del gobierno, que también va contra los salvajes, aunque con propósitos diferentes.

## Argumento
La trama de la serie se puede distribuir en varias etapas o arcos:
Saga de Hypnos
(capítulos 1-14): En esta primera etapa, tres de los Tamers conocen a sus Digimon. Mientras tanto, Hypnos, una organización gubernamental dirigida por Yamaki, quiere impedir a toda costa que entren Digimon salvajes en el Mundo Humano sin importar los medios, por lo que los Tamers tendrán que derrotar a los Digimon que entran en la Tierra.
Saga de los Deva
(capítulos 15-23): Los Deva, un grupo de poderosos Digimon que sirven a las Cuatro Bestias Sagradas, van apareciendo uno tras otro en el Mundo Humano en busca de Calumon. Después de muchos combates, uno de ellos consigue llevárselo al Mundo Digital, por lo que Takato y los demás tendrán que ir hasta allí para rescatarlo.
Saga del Digimundo
(capítulos 24-41): Al llegar al Digimundo, los niños se separan en la búsqueda de Calumon. Finalmente, tras vencer a los Deva restantes y a Beelzebumon, y enfrentarse a Zhuqiaomon, una de las Cuatro Bestias Sagradas, los Tamers descubren que el verdadero enemigo es el D-Reaper, un programa que pretende borrar todo el Mundo Digital; ahora deben encontrar la forma de vencerlo.
Saga de D-Reaper
(capítulos 42-51): Es la última etapa. Los Tamers logran regresar al Mundo Humano después de su aventura en el Digimundo, sin embargo el D-Reaper aprovecha el espacio que estos dejaron al salir del Mundo Digital con el arca y seguirlos, invadiendo la ciudad y atrapando a Juri. Los Tamers tendrán que unir sus fuerzas para evitar que esta entidad borre también el Mundo Humano.

## Personajes
| Personaje                                   | Actor de voz | Digimon       | Actor de voz                                               |  |
| ------------------------------------------- | --- | ------------- | ---------------------------------------------------------- |  |
|                                             | |               |                                                            |  |
| Matsuda Takato (松田 啓人) Takato Matsuki   | Erik Osorio (Lat) Makoto Tsumura (JP) Rosa Vivas (Esp) | Guilmon       | Masako Nozawa (JP) José Carabias (Esp) Mariana Gómez (Lat) |  |
| Matsuda Takato (松田 啓人) Takato Matsuki   | Es un niño de 10 años con una viva imaginación. Fue capaz de inventar a su propio Digimon, quien es Guilmon. Es el líder del grupo, pero aun así es muy sensible y le cuesta reprimir las lágrimas cuando siente emociones fuertes. Sin embargo, es valiente y bondadoso y no duda en arriesgarlo todo por sus seres queridos. Es gran amigo de Hirokazu y Kenta, quienes también están en su misma clase. Muchas veces engaña a sus padres debido a que tiene que ocultar a Guilmon y en ocasiones roba pan de la panadería en la que ellos trabajan para él, aunque luego acaba confesándolo todo. Ellos lo comprenden y apoyan cuando Takato debe enfrentarse (junto a los demás Tamers) a sus peores adversarios. |               |                                                            |  |
|                                             | |               |                                                            |  |
| Rī Jenrya/Li Jianliang (李 健良) Henry Wong | Rodolfo Cuevas (Lat) Mayumi Yamaguchi (JP) Gádor Martín (Esp) | Terriermon    | Aoi Tada (JP) Linda Herold (Lat)                           |  |
| Rī Jenrya/Li Jianliang (李 健良) Henry Wong | Asiste a la misma escuela que Takato, aunque está en otra clase. Es muy maduro, responsable y reflexivo, a pesar de que tiene 10 años. Conoció a los Digimon a través de un juego de ordenador que se basaba en el juego de cartas. Su compañero es Terriermon. Es hijo de Janyuu Wong (de origen chino), uno de los informáticos creadores del Mundo Digital y los Digimon, pero Jianliang no lo descubre hasta muy avanzada la serie. Además, Jianliang tiene tres hermanos, entre ellos una más pequeña, Li Xiaochun (Suzie Wong), con la que se comporta como un hermano sobreprotector. |               |                                                            |  |
| Makino Ruki (牧野 留姫) Rika Nonaka         | Angélica García (Lat) Fumiko Orikasa (JP) Blanca Rada (Esp) | Renamon       | Yuka Imai (JP) Adriana Rodríguez (Lat)                     |  |
| Makino Ruki (牧野 留姫) Rika Nonaka         | Es una chica de 10 años que, en un principio, se mostraba realmente fría al punto de considerarla una tsundere. Es conocida por muchos como la "Reina de los Digimon". Ganó el Torneo Nacional de Cartas de Digimon (D1) un año antes de que comenzase la historia, de ahí su apodo. Al principio considera a los Digimon como instrumentos de lucha, pero poco a poco va cambiando su forma de verlos. Su compañera es Renamon, con la cual va labrando una poderosa amistad a lo largo de la serie. Vive con su abuela y con su madre. No tiene muy buena relación con su madre a pesar de que esta hace todo lo que puede por su hija. Es una chica muy impulsiva, a la que le gustan las peleas y es muy competitiva. Dado que detesta perder, siente una ferviente rivalidad hacia Ryo Akiyama, quien la derrotó en la primera final a la que llegó en el torneo de cartas, aunque al avanzar la serie lo acepta como amigo. Al final de la serie, Rika muestra que en el fondo es una persona amable que se preocupa por los demás, lo que deriva en un acercamiento hacia sus compañeros, especialmente hacia Takato, desarrollando sentimientos por él. |               |                                                            |  |
| Shioda Hirokazu (塩田 博和) Hirokazu Shioda | Manuel Campuzano (Lat) Yukiko Tamaki (JP) Pepa Agudo (Esp) | Guardromon    | Kiyoyuki Yanada (JP) Carlos Sosa (Lat)                     |  |
| Shioda Hirokazu (塩田 博和) Hirokazu Shioda | Es un chico bromista que proporciona un aire cómico a la serie. Es el mejor amigo de Takato, al cual gana en el juego de cartas muy seguido, y un gran fanático de Digimon. En un principio no tenía mucho protagonismo, hasta que le toca viajar al Mundo Digital junto a los demás Tamers y con el tiempo se hace un personaje más importante, finalmente hallando a su Digimon Guardromon y convirtiéndose en un Tamer. |               |                                                            |  |
|                                             | |               |                                                            |  |
| Kenta Kitagawa (北川 健太) Kenta Kogima     | Jorge Sánchez (Lat) Touko Aoyama (JP) Carolina Tak (Esp) | MarineAngemon |                                                            |  |
| Kenta Kitagawa (北川 健太) Kenta Kogima     | Es un jugador de cartas Digimon, pero pierde constantemente contra Hirokazu y desea seguir luchando contra él hasta vencerlo. Kenta consigue a menudo ser el blanco de las bromas que Hirokazu cuenta a través de la serie. Al igual que Hirokazu, se convierte en un personaje importante en la historia tras haber viajado al Mundo Digital. Su Digimon es MarineAngemon. |               |                                                            |  |
|                                             | |               |                                                            |  |
| Katō Juri (加藤樹莉) Juri Kato              | Mireya Mendoza (Lat) Yōko Asada (JP) Gádor Martín (Esp) | Leomon        | Hiroaki Hirata (JP) Manuel Campuzano (Lat)                 |  |
| Katō Juri (加藤樹莉) Juri Kato              | Juri es una chica de 10 años, compañera de clase de Takato. Por fuera se muestra siempre alegre, a pesar de haber perdido a su madre cuando era muy pequeña. Al principio parece no estar interesada en el juego de cartas de Digimon, hasta que conoce a Guilmon. A partir de entonces, Ruki le da algunos consejos sobre las cartas y Juri se obsesiona con encontrar a su propio Digimon. Aunque primero piensa que es Calumon, más tarde se convierte en la Tamer de Leomon, su verdadero compañero, al que ella admira y adora. A mediados de la serie, en el Mundo Digital, la Digievolución de Impmon, Beelzebumon, lucha contra Leomon, quien termina matándolo finalmente y absorbiendo sus datos, imposibilitándolo para renacer como todos los Digimon que son destruidos. Juri acaba traumatizada y a raíz de este incidente, además quedó vulnerable a ser secuestrada por el D-Reaper y suplantada por un clon (ADR-01). |               |                                                            |  |
|                                             | |               |                                                            |  |
| Rī Suichon/Li Xiaochun (李 小春) Suzie Wong | Diana Nolan (Lat) Ai Nagano (JP) Pepa Agudo (Esp) | Lopmon        |                                                            |  |
| Rī Suichon/Li Xiaochun (李 小春) Suzie Wong | Tiene 8 años y es la hermana menor de Jianliang. Además de su hermano, Xiaochun adora a Terriermon, a quien trata como a un muñequito (ya que en un principio no sabía que este estaba vivo). Se convierte en Tamer al llegar por accidente al Mundo Digital, en la región de las Bestias Sagradas, donde conoce a Andiramon, un Deva, que se encargaba de cuidar la puerta sur de la misma región. Perdió sus facultades como Deva en sí al cuidar a Xiaochun con respeto, lo que es tomado como un acto impuro por parte de los Deva, y regresa a su etapa Child, Lopmon. |               |                                                            |  |
|                                             | |               |                                                            |  |
| Akiyama Ryō (秋山 リョウ) Ryō Akiyama       | José Gilberto Vilchis (2 episodios) y Mauricio Valverde (resto de la serie) (Lat) Junichi Kanemaru (JP) Ana Plaza (Esp) | Cyberdramon   |                                                            |  |
| Akiyama Ryō (秋山 リョウ) Ryō Akiyama       | Tiene 14 años y su Digimon es Cyberdramon. Hace su primera aparición en la serie cuando los Tamers entran al Mundo Digital. Él vivía allí tras desaparecer un año atrás del Mundo Humano, ya que prefirió irse al Mundo Digital antes que seguir en el Mundo Humano porque tenía que controlar a su Digimon Cyberdramon, el cual, por alguna extraña razón, se fusionó con un Digimon al cual había derrotado en el pasado, convirtiéndolo en un ser muy peligroso. Hirokazu y Kenta lo admiran mucho, ya que Ryo es un maestro en el juego de cartas Digimon también fue ganador del D1. |               |                                                            |  |
| Ai (アイ) Makoto (マコト)                   | | Impmon        | Hiroki Takahashi (JP) Jesús Barrero (Lat)                  |  |
| Ai (アイ) Makoto (マコト)                   | Tienen 4 años (8 en otras versiones) y son los Tamers de Impmon. Son mellizos y siempre están peleando, y debido a que trataban a Impmon como un juguete, él huyó de casa y comenzó a tener sus propias aventuras. Sin embargo, durante la desaparición de Impmon de sus vidas, Ai y Makoto nunca perdieron la esperanza, y para que su amigo Digimon volviera sano y salvo a su hogar, los mellizos tuvieron que aprender a compartir todas sus cosas y ser mejores amigos con él. |               |                                                            |  |

- Yamaki Mitsuo

Es un hombre de 32 años, rubio y siempre con gafas de sol, traje negro y un mechero Zippo que abre y cierra constantemente. Es el responsable del funcionamiento de Hypnos y el creador de los programas Yuggoth y Shaggai. Al principio de la serie siente una repulsión irracional hacia los Digimon, ya que cree que sus incursiones en el Mundo Humano amenazan la seguridad y el bienestar de la población. Por ello, tiene el propósito de borrar de la faz de la tierra a todos los seres digitales. Sin embargo, tras el desastre provocado por la errónea activación de Shaggai, su "arma definitiva", entra en razón y se da cuenta de que no todos los Digimon son peligrosos. A partir de entonces pasa a ser un ayudante fundamental de los Tamers y un importantísimo colaborador de la Banda Salvaje (Wild Bunch), los creadores del Mundo Digital y sus habitantes. Aparte, es de los personajes más misteriosos de Digimon ya que no se sabe nada acerca de su vida, excepto quizás la sobreentendida relación que mantiene con Reika Ootori (26 años), ya que en el capítulo 44 ésta le dice "querido". Reika, junto con Megumi Onodera (23 años), son las dos operarias de Hypnos.
- Impmon

Es un Digimon de fuego que parece no tener compañero humano. Al comienzo de la serie, odia a los Digimon con camaradas y a los Tamers, tampoco confiaba en ellos. Cuando viaja al Mundo Digital se encuentra con Caturamon, uno de los Devas, el cual le hace cumplir un pacto; Impmon lo acepta y evoluciona a su etapa Ultimate, Beelzebumon. Se hace tan fuerte que termina abusando de su poder, y en una pelea asesina a Leomon, dejando a Takato cegado por la ira y la venganza, y a Juri con un severo trauma. Pero luego de ver como ella evitó su muerte, Beelzebumo/Impmon decide pensar bien las cosas y finalmente se da cuenta de los errores que ha cometido y decidió ayudar a los Digimon y sus Tamers, gracias a que Ai y Makoto (sus Tamers) le tuvieron fe. Desde ese momento Impmon se convierte en un aliado y en un verdadero amigo, luego de que él aprendiera a confiar en los Tamers y sus Digimon, y viceversa. Si él hubiera llegado sus etapas Champion y Ultimate, habría evolucionado en Meramon y DeathMeramon, pero se cree que también podría haber evolucionado en Wizardmon y Baalmon, respectivamente.
- Alice McCoy y Dobermon

Alice es una niña de 10 años de cabello rubio y ojos azules. Es la hija de Rod McCoy, otro de los creadores informáticos del Mundo Digital que trabaja con el padre de Jianliang. Su primera aparición fue en el episodio 44: La niña misteriosa. Ella, junto con Dobermon, fueron enviados por las Bestias Sagradas a otorgarles a los Tamers el poder de Fusionarse con sus Digimon a la Etapa Ultimate.
- Culumon
Calumon

Es un pequeño Digimon que llegó accidentalmente a la Tierra y que no tiene compañero humano. Es muy lindo y dulce, de comportamiento infantil y tierno. Es de color blanco, con rayas moradas en patas y orejas y ojos verdes.
Culumon es la clave de la evolución. No es un Digimon propiamente dicho y ni siquiera podía evolucionarse a sí mismo, sino un programa que contiene el poder de la digievolución, conocido por los Deva como la Digi-Entelequia. Luego se convierte en un Digimon propiamente tal, pero deja de tener relación con la evolución.
- Devas

Son doce bestias sagradas, Digimon legendarios al servicio de las Cuatro Bestias Sagradas del Mundo Digital, aunque también se los considera como dioses. Sus nombres provienen de la mitología budista, donde los Devas son guerreros legendarios que salvaron al mundo de la llegada del demonio Asura. Sus apariencias están relacionadas con los animales del calendario chino. Es discutible la idea de que son malignos, ya que en la serie se explica que el bien y el mal no son valores absolutos sino que los conceptos cambian según el punto de vista. En la serie, los primeros en atacar a los Devas fueron los Tamers. 
Los Devas son, en orden de aparición:
Mihiramon (Tigre), Sandiramon (Serpiente), Sinduramon (Gallo), Vajramon (Toro), Pajiramon (Oveja), Indaramon (Caballo), Kumbhiramon (Rata), Vikaralamon (Jabalí), Makuramon (Mono), Caturamon (Perro), Majiramon (Dragón) y Andiramon (Conejo). Este último no atacó.
Andiramon fue castigado por Zhuqiaomon por haberse aliado con los humanos, perdiendo la habilidad de permanecer en su última etapa a voluntad y obligado así a "involucionar" a Lopmon, convirtiéndose en el compañero Digimon de Xiaochun Wong.
- D-Reaper
Delipa en Latinoamérica

Era un programa que se dedicaba a borrar a los Digimon que no pueden seguir, pero nacieron tantos Digimon que D-reaper tomo mente propia y empezó a borrar Digimon a montones.
Es vencida por Dukemon Crimson Mode.

## Películas

### Digimon Tamers: Battle of Adventurers
Uno de los Royal Knights, Omegamon,  ha detectado un grave problema en el Mundo digital, pero no es capaz de detectar su ubicación a tiempo, por lo que solicita la ayuda de los Tamers de esa dimensión.

### Digimon Tamers: Runaway Digimon Express
Esta película transcurre 6 meses después de la derrota del D-Reaper. Takato estaba planeando una fiesta sorpresa de cumpleaños para Ruki pero esta se enoja con él ya que no quería una fiesta. De repente Ruki, que estaba hablando por teléfono con Takato en la parada de tren, ve a un Digimon pasar rápido y deduce que es Locomon, entonces Ruki lo empieza a seguir con Renamon. Por otro lado Takato le pide a Guilmon que evolucione a Growmon para detenerlo, pero Growmon no lo logra y Takato se sube a bordo de Locomon diciéndole a Guilmon que lo verá después. Mientras tanto, Jianliang, Terriermon, Xiaochun y Lopmon, que estaban a bordo de un tren, ven pasar a Locomon por lo cual deciden bajarse para alcanzarlo y en ese instante aparecen Hirokazu y Kenta por lo cual deciden ir con ellos. Ruki y Renamon ven el tren por lo cual se suben a bordo y alcanzan a Takato quien ya estaba arriba, después aparece Beelzebumon intentado detener a Locomon pero su motocicleta es destruida en el proceso.
Entonces Ruki es controlada por Parasimon, el cual hace que ella tenga recuerdos de su padre cuando cantaba y le prometía que estarían por siempre juntos, Ruki toma un llave inglesa e intenta acabar con Renamon y Takato, pero más tarde es liberada por Guilmon quien destruye a Parasimon. Por otro lado Takato y Ruki se dan cuenta de que Locomon iba hacia el Mundo Digital así Parasimon podía entrar al Mundo Humano y destruirlo pero un Parasimon ataca de nuevo llevándose a Ruki y en ese momento Guilmon evoluciona en Dukemon con Takato y la rescatan y destruyen a ese Parasimon. Cuando Jianliang y Ruki se dan cuenta de las verdaderas intenciones de Parasimon, evolucionan con sus Digimon a su etapa Ultimate, SaintGalgomon y Sakuyamon, ya que en la ciudad sufre de una invasión de Parasimon. Después de una dura batalla Dukemon evoluciona en Dukemon Crimson Mode y acaba con todos los Parasimon que había en la ciudad así ganando la batalla. En el final se muestra que están festejando el cumpleaños de Ruki pero cuando Hirokazu le pide a Ruki que cante, ella se va a ver el atardecer con los recuerdos de su padre, atrás la seguía Takato, quien quería consolarla pero Renamon lo detuvo y le dijo que era mejor dejarla sola.

## Diferencias con la versión inglesa
- Hay numerosas escenas censuradas, como por ejemplo:
  - Cuando Galgomon ataca a Ruki, Renamon la defiende arañando los ojos de Galgomon, y salpica sangre, está omitida.
  - Cuando Makuramon controla a Shaggai, el edificio del gobierno metropolitano explota, mientras que en la versión doblada solo se derrumban internamente las salas de Hypnos.
  - Los nombres de las evoluciones son cambiados: "Evolution" a "Digivolution"; "Matrix Evolution" (de Adult a Perfect) a "Matrix Digivolution"; y "Matrix Evolution" (de Child a Ultimate) a "Biomerge Digivolution"
  - Cuando los personajes están desnudos flotando entre datos fue censurado, viéndose solo la silueta del cuerpo.
  - La bandera de los Entrenadores que Takato lleva está escrita en kanji, pero es cambiada a escritura occidental. Esto sucede enormemente en todos los caracteres escritos de la serie.

## Banda sonora
Opening
- The Biggest Dreamer

Letras por: Hiroshi Yamada
Composición y Adaptación por: Michihiko Ohta
Interpretado por: Kōji Wada †
Endings
- My Tomorrow

Letras por: Yu Matsuki
Composición y Adaptación por: Kaoru Okubo
Interpretado por: Ai Maeda
Episodios: 1-23
- Days-Aijō to Nichijō- (Days-愛情と日常-) (Days -Love And the Ordinary-)

Letras por: Uran
Composición y Adaptación por: Kaoru Okubo
Interpretado por: Ai Maeda
Episodios: 24-51
Banda sonora
- SLASH!! (Card Slash)

Letras por: Michihiko Ohta
Composición por: Omori Shōko
Adaptación por: Michihiko Ohta
Interpretado por: Michihiko Ohta
Episodios: 2–50
- EVO (Evolution)

Interpretado por: Wild Child Bound
Letras por: Omori Shōko
Composición y Adaptación por: Cher Watanabe
Episodios: 3–51
- One Vision (Matrix Evolution)

Letras por: Hiroshi Yamada
Composición y Adaptación por: Michihiko Ohta
Interpretado por: Takayoshi Tanimoto
Episodios: 35-51
- 3 Primary Colors (Partida de los Digimon)

Interpretado por: Tamers
Letras por: Hiroshi Yamada
Composición y Adaptación por: Michihiko Ohta
Episodios: 51

### Álbumes de Banda sonora
- Single Best Parade (2002)

1. The Biggest Dreamer - Kōji Wada
2. My Tomorrow - AiM
3. Issho ga Ī Ne (いっしょがいいね) (Together Is Best) - Digimon Tamers
4. Kaze (風) (Wind) - Kōji Wada
5. EVO - Wild Child Bound
6. Himawari (ひまわり) (Sunflower) - AiM
7. One Vision - Takayoshi Tanimoto
8. SLASH!! - Michihiko Ohta
9. Fragile Heart - AiM
10. 3 Primary Colors - Tamers
11. Days-Aijō to Nichijō- (THANKS VERSION 1) (Days-愛情と日常- (THANKS VERSION 1) (Days (Love And the Ordinary) (Thanks Version 1) - AiM
12. Yūhi no Yakusoku (夕陽の約束) (The Promise of The Setting Sun) - Fumiko Orikasa

Disquera: BGM

## Emisión en español

### Hispanoamérica
El canal Fox Kids estrenó la serie en Latinoamérica (Brasil e Hispanoamérica) el año 2002 con el nombre Digimon 03, la serie fue transmitida en Argentina, Bolivia, Chile, Colombia, Costa Rica, Ecuador, Guatemala, Honduras, México, Nicaragua, países del Caribe, Panamá, Paraguay, Perú, República Dominicana, Uruguay y Venezuela, doblada al español en México.

El estreno oficial de la serie fue el 18 de febrero de 2002.
Finalmente, Fox Kids emite Digimon 03 por última vez en Hispanoamérica el viernes 30 de julio de 2004, dos días antes del cese de emisiones del canal, después de varias repeticiones desde el 2002.